# Germano Meneghel
Germano Meneghel (1961 - f. 13 de junio de 2011) fue un músico, cantante y compositor brasileño. Meneghel fue el vocalista principal de Olodum, un grupo cultural y musical basado en Salvador de Bahía de reconocimiento internacional.
Meneghel fue el encargado de escribir algunas de las canciones mác conocidas de Olodum, incluyendo Avisa Lá y Alegria Geral.
Meneghel, qioem sufría de problemas de salud, incluyendo hipertensión falleció en su casa de Pero Vaz, un barrio de Salvador el 13 de junio de 2011, a la edad de 49 años.